# Kevin Schindler
Kevin Schindler (* 21. Mai 1988 in Delmenhorst) ist ein ehemaliger deutscher Fußballspieler und aktueller Fußballtrainer.

## Spielerkarriere

### Anfänge in Bremen
Der Stürmer begann 1993 beim Delmenhorster Turnerbund mit dem Fußballspielen. Von 1999 bis 2006 durchlief er die Jugendmannschaften des SV Werder Bremen, dessen in der Regionalliga Nord antretender Zweiter Mannschaft er ab der Saison 2006/07 nach guten Leistungen in der A-Jugend-Bundesliga zu Beginn der Saison angehörte. Am 21. Oktober 2006 debütierte Schindler für Bremens Zweite; in seinen 13 Saisoneinsätzen in der Regionalliga erzielte er drei Tore. Im Bremer Pokal derselben Spielzeit erreichte Schindler mit der Zweitvertretung des SV Werder durch den Finalsieg gegen den FC Oberneuland die Qualifikation zum DFB-Pokal 2007/08.

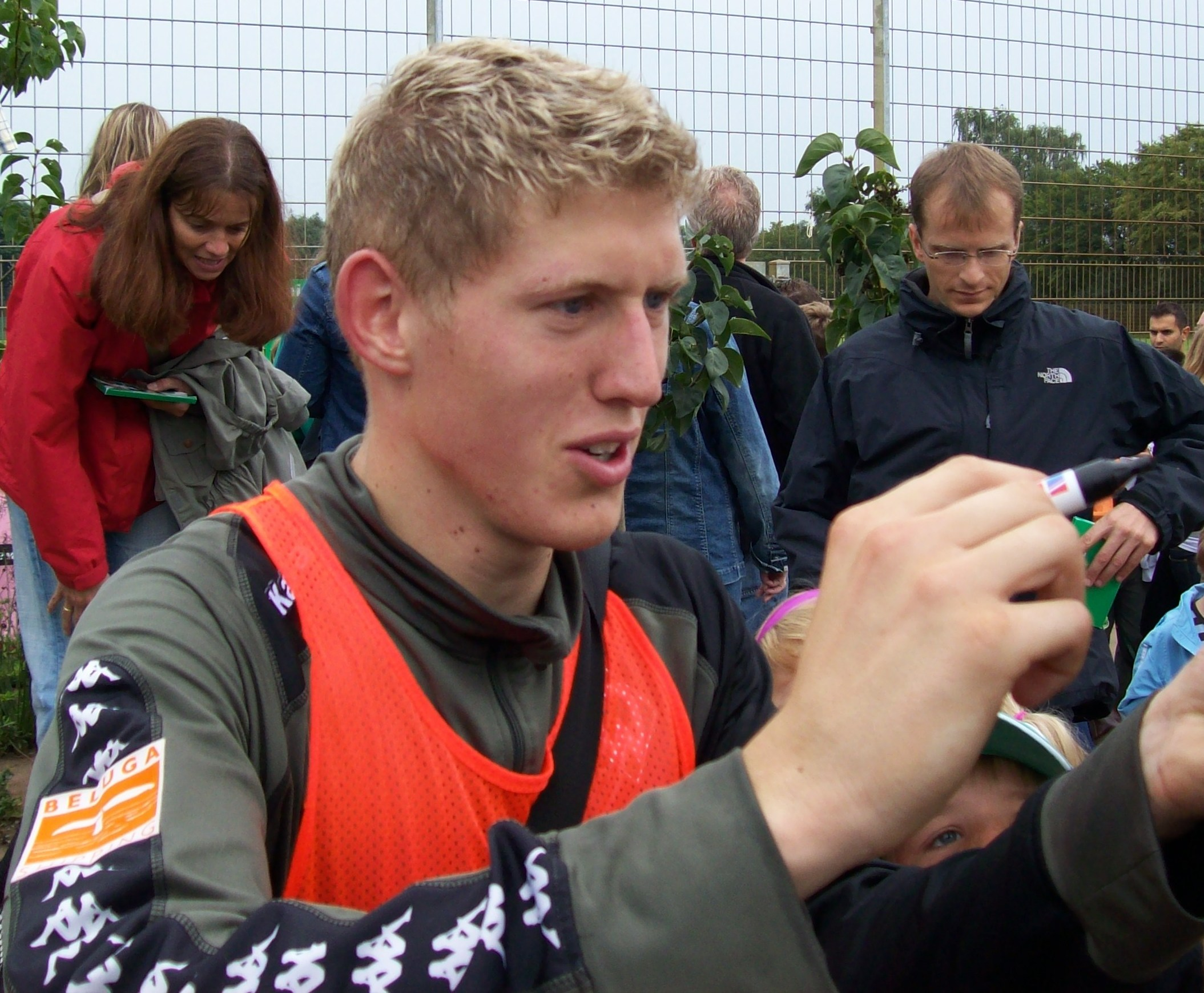
Schindler gibt bei Werder Autogramme (2007)

Dabei hatte Schindler sich ab 2006 für vier Einsätze in der deutschen U-19-Nationalmannschaft empfehlen können und während dieser ein Tor erzielt und war in der Winterpause der Saison 2006/07 auch in den von Thomas Schaaf trainierten Bundesligakader des SV Werder berufen worden. Am 6. Mai 2007 debütierte Schindler daraufhin in Deutschlands höchster Spielklasse. Zuvor hatte er bereits am 14. März 2007 im UEFA-Pokal 2006/07 sein Pflichtspieldebüt für Werders Lizenzmannschaft im Alter von 18 Jahren bestritten und im selben Wettbewerb zwei weitere Partien absolviert.
Für die U-19-Fußball-Europameisterschaft 2007 in Österreich wurde Schindler daraufhin zwar nominiert, konnte aufgrund einer Verletzung aber nicht an dieser teilnehmen. In der U-20-Auswahl bestritt Schindler dann ab September 2007 zwei weitere Einsätze im Dress der deutschen Nationalmannschaft, ab November 2007 spielte er für die U-21-Auswahl.
In der Spielzeit 2007/08 kam Schindler aufgrund der Konkurrenz in Bremens Sturm unter anderem durch Boubacar Sanogo, Ivan Klasnić und Hugo Almeida nach je einer Partie im Ligapokal, im DFB-Pokal und in der Qualifikationsphase der Champions League sowie vier Partien in der Bundesliga zu Beginn der Saison nur noch in der zweiten Mannschaft zum Einsatz. In Werders zweiter Mannschaft erzielte er sieben Tore in 25 Einsätzen während der Regionalliga-Saison 2007/08, womit er zur Qualifikation der Mannschaft für die neu gegründete 3. Liga beitrug. Außerdem gelang ihm ein Tor in zwei weiteren DFB-Pokal-Einsätzen für die Zweitmannschaft, die den Zweitligisten FC St. Pauli bezwang und das Achtelfinale erreichte.

### Leihspieler in Rostock, Duisburg und Augsburg
Zur Saison 2008/09 wurde Schindler für ein Jahr an den F.C. Hansa Rostock ausgeliehen, der als Bundesliga-Absteiger in der 2. Bundesliga spielte. Nachdem er bereits in der ersten Runde des DFB-Pokals 2008/09 sein erstes Tor für Rostock erzielt hatte, gelang ihm am vierten Spieltag auch sein erstes Tor in einer Profi-Liga. Insgesamt spielte er in 32 Zweitliga-Partien für Rostock gegen den drohenden Abstieg in die 3. Liga, bevor er zum Ende seiner Leihe seinen Vertrag in Bremen bis 2012 verlängerte.
Zur Spielzeit 2009/10 ließ sich Schindler daraufhin an den Zweitligisten FC Augsburg verleihen, kam für diesen während der Hinrunde jedoch kaum zum Einsatz. Sein Leihvertrag mit Augsburg wurde deshalb am 31. Januar 2010 aufgelöst und Schindler noch am selben Tag an den MSV Duisburg weiterverliehen. Nach lediglich drei Einsätzen für Duisburg musste sich Schindler jedoch Ende März 2010 einer Operation seines Knies unterziehen, womit die Saison für ihn beendet war.

### Rückkehr nach Bremen, Wechsel nach Hamburg und nach Wiesbaden
Im Sommer 2010 kehrte Schindler nach Bremen zurück, wo er zwar auch dem Profikader Werders angehörte, jedoch ausschließlich für die Reservemannschaft zum Einsatz kam, die 2010/11 zwar einen Abstiegsplatz in der 3. Liga belegte, aufgrund der Rückzüge von Ahlen und Koblenz allerdings in der Liga verbleiben durfte. Schindler verließ den Verein daraufhin und wechselte zum Zweitligisten FC St. Pauli, bei dem er Mitte August 2011 einen Ein-Jahres-Vertrag mit Option unterzeichnete. Hier wurde er nicht mehr im Sturm, sondern im rechten Mittelfeld aufgeboten. Am 28. Februar 2014 wurde ihm mitgeteilt, dass man für die Saison 2014/15 nicht mehr mit ihm plane und sein im Sommer 2014 auslaufender Vertrag nicht verlängert werde. Am 8. März musste er zunächst eine Regionalligapartie in der zweiten Mannschaft absolvieren, wurde danach jedoch bis Saisonende noch regelmäßig in der ersten Mannschaft eingesetzt.
Von August 2014 bis Juni 2017 stand Schindler beim Drittligisten SV Wehen Wiesbaden unter Vertrag.

### Wechsel in die Vereinigten Staaten
Nachdem sein Vertrag in Wiesbaden ausgelaufen war, schloss sich Schindler im Juli 2017 dem US-amerikanischen Zweitligisten FC Cincinnati an. Dort erzielte er in sechs Spielen ein Tor. Am Ende der Saison wurde sein Vertrag nicht weiter verlängert und Schindler war vereinslos.

### SC Cambuur und die Färöer
Nach acht Monaten ohne Verein unterzeichnete Schindler im Juli 2018 einen Ein-Jahres-Vertrag beim niederländischen Zweitligisten SC Cambuur-Leeuwarden. Dieser wurde nach 15 Ligaeinsätzen im Sommer 2019 nicht verlängert, Schindler machte noch eine Handvoll Spiele für den HB Tórshavn, konnte sich dadurch nationaler Meister nennen und beendete dann seine Karriere.

## Trainerkarriere
Schindler schloss sich Anfang 2020 als Co-Trainer dem HB Tórshavn auf den Färöern an. Unter Cheftrainer Jens Berthel Askou wurde er mit dem Verein am Ende des Jahres färöischer Meister und Pokalsieger. Aufgrund von personellen Problemen kam Schindler, trotz angekündigtem Ende der Spielerkarriere, noch auf drei Ligaeinsätze. Im Sommer 2021 wurde er zunächst bis zum Ende der Saison am Jahresende zum neuen Cheftrainer der Mannschaft ernannt. Mit ihr bestritt er daraufhin die letzten vier Ligaspiele sowie vier weitere Spiele in der Qualifikation zur UEFA Europa Conference League, in der man aber an Maccabi Haifa scheiterte. Eine angestrebte Weiterverpflichtung als Cheftrainer über das Saisonende hinaus scheiterte Anfang 2022 jedoch an der fehlenden nötigen Trainerlizenz Schindlers.
Schindler kehrte daraufhin nach Bremen zurück und erhielt dort im Sommer 2022 eine Anstellung beim SV Werder Bremen als Co-Trainer der U19-Junioren unter Christian Brand.

## Erfolge

### Als Spieler
- Deutscher Vize-Meister: 2007/08 (mit Werder Bremen)
- Bremer Pokalsieger: Sieger 2006/07

### Als Co-Trainer
- Färoischer Meister: 2020
- Färöischer Pokalsieger: 2020